# يوسف أشباخ
يوسف أشباخ (بالألمانية: Joseph Aschbach) ـ (29 أبريل 1801 ـ 25 أبريل 1882) هو مؤرخ ألماني له مؤلفات عن تاريخ الحكم الإسلامي للأندلس، كما اهتم بدراسة تاريخ القوط الغربيين، وألف عنهم «تاريخ القوط الغربيين» (بالألمانية: Geschichte der Westgoten)، الذي نشر عام 1827، وهو في السادسة والعشرين من عمره.
ولد أشباخ في ضاحية هوكست في فرانكفورت، وبدأ دراسة علمي اللاهوت والفلسفة في جامعة هايدلبرغ سنة 1819، غير أنه سرعان ما تحول إلى دراسة التاريخ بتشجيع من المؤرخ الشهير شلوسر.
عقب تخرج أشباخ عام 1823، عين أستاذًا بمدرسة فرانكفورت الثانوية بدءًا من عام 1823، ثم عين أستاذًا للتاريخ بجامعة بون عام 1842، ثم شغل نفس الكرسي في جامعة فيينا عام 1853، وبعد عامين صار عضوًا بأكاديمية فيينا للعلوم.
حصل أشباخ على لقب النبالة (Ritter von Aschbach) عام 1870، وتقاعد عن التدريس بالجامعة عام 1872، وتوفي في فيينا عام 1882.

## مؤلفاته المنشورة
- تاريخ القوط الغربيين (1827؛ بالألمانية: Geschichte der Westgoten)
- تاريخ الأمويين في إسبانيا (بالألمانية: Geschichte der Omajjaden in Spanien): في مجلدين صدرا بين عامي 1829 و1830
- تاريخ إسبانيا والبرتغال في عصر المرابطين والموحدين (بالألمانية: Geschichte Spaniens und Portugals zur Zeit der Herrschaft der Almorawiden und Almohaden): في مجلدين صدرا بين عامي 1833 و1837
- تاريخ الهيروليين والغيبيديين (1835؛ بالألمانية: Geschichte der Heruler und Gepiden)
- تاريخ القيصر زيغيسموند (بالألمانية: Geschichte Kaiser Sigismunds): في أربعة مجلدات صدرت بين عامي 1838 و1845
- التاريخ الوثائقي لأكناد فيرتهايم (بالألمانية: Urkundliche Geschichte der Grafen von Wertheim): في مجلدين صدرا عام 1843
- المعجم الكنسي العام (محرر؛ بالألمانية: Allgemeine Kirchenlexikon): صدر في أربعة مجلدات بين عامي 1846 و1850
- تاريخ جامعة فيينا (بالألمانية: Geschichte der Wiener Universität): صدر في ثلاثة مجلدات، الأول عام 1865، والثاني عام 1877، والثالث صدر عام 1885، بعد وفاة أشباخ.